# 松尾秀輔
 松尾 秀輔（まつお しゅうすけ、1924年（大正13年）5月31日 - 1945年（昭和20年）8月25日）は、日本の海軍軍人。海兵74期。太平洋戦争末期、人間魚雷「回天」の搭乗員となるが出撃する機会を得ず、終戦後に自決した。最終階級は海軍中尉。

## 経歴
1924年（大正13年）5月31日に台湾で生まれる。台北第一中学校を卒業後、1943年（昭和18年）12月1日に海軍兵学校（74期）へ進学した。1945年（昭和20年）3月30日に海軍兵学校を卒業すると、同日中に海軍少尉候補生になると共に、第二特攻戦隊付（事実上の「回天」搭乗員）となった。そして、同年3月31日には第二特攻戦隊光基地大津島分遣隊へ着任し、「回天」搭乗員として出撃までの時間を訓練にて過ごす。
同年5月1日に、突然第二特攻戦隊大神基地への転属を言い渡される。大神基地へ異動した松尾は、到着後に「回天」搭乗員と共に甲板士官を兼任することとなった。同年7月15日には正式に海軍少尉へ昇格し、同年8月13日頃には手榴弾の製作に関する打ち合わせのために古巣・光基地を訪れていたが、その打ち合わせの最中だった同年8月15日正午に終戦を迎えた。これによって、松尾の「回天」特別攻撃隊としての出撃は果たせなかった。
終戦を受けて、松尾は同年8月17日に出撃場所だった大神基地へ戻るが、同年8月25日深夜に下士官搭乗員宛へ以下のような遺書を書いた。
```
宛下士官搭乗員
時間があれば蛇足となれど、二、三所感を述べむ。
一、絶対漫然たる休暇気分にて帰郷せざること。敗戦は俺達軍人の責任たるに思ひを致し、その責を負ふべし。
二、図太く明朗に　時局は貴様達の想像以上に変化すれども、常に明朗に頑張れ。
三、仲良く互ひに連絡を密にして、今の気持を忘れざること。
四、マイナス戦力たらざる如く心掛くべし。緊張が弛みマイナス戦力とならば、速かに正すべし。
    正す能わざる時は速やかに自殺せよ。
五、酒と女とは絶対に謹め。

娑婆では禁酒をやる位の覚悟で掛かれ、之を要するに大義に徹したる行動をすべし。
　　　　　　　　　　　　　　　　　　　　　　　　　　　　　　　　　　　　　　　　　　　　　　　　　　　終
　　　　　　　　　　　　　　　　　　　　　　　　　　　　　　　　　　　　　　　　　　　　　　松尾秀輔　印　　　　　　
宛下士官搭乗員
一、大義に徹せよ。
二、図太く明朗に。
三、仲良く。

祈御奮斗
余は常に貴様等と行動を共にせん

　　　　　　　　　　　　　　　　　　　　　　　　　　　　　　　　　　　　　　　　　　　　　　松尾秀輔　印
　　　　　　　　　　　　　　　　　　　　　　　　　　　　　　　　　　　　　　　　　　　　　　　　　　　終
```

書き終えると、大神基地の練兵場中央部にて故郷・台湾の方角へ向かって正座し、左胸に手榴弾を抱いて爆発させ、自決した。享年21。松尾は没後、海軍中尉へ昇進した。